# Prince Ea
Prince Ea, all'anagrafe Richard Williams (Saint Louis, 16 settembre 1988), è un produttore cinematografico, poeta e rapper statunitense.
Dopo essersi laureato, ha iniziato la propria carriera come cantante rap, ispirandosi a Immortal Technique e Canibus. 
Prince Ea è il fondatore del movimento "Make S.M.A.R.T. Cool" finalizzato alla promozione dell'intelligenza, del libero pensiero, dell'unione e della creatività nella musica e nella cultura rap ed hip hop.
Dall'anno 2014 Prince Ea ha iniziato a creare film e contenuti scritti e parlati di tipo motivazionale e d'ispirazione. I suoi videoclip si occupano di preservazione dell'ambiente, di spiritualità, di uguaglianza tra le diverse etnie, del rinnovamento delle istituzioni scolastiche e del rapporto tra la vita privata e la vita lavorativa; il suo canale YouTube ha ricevuto oltre 160 milioni di visualizzazioni. Prince Ea attribuisce il proprio cambiamento di prospettiva dall'ispirazione di antichi testi come Tao Te Ching e Bhagavadgītā.

## Biografia
È nato il 16 settembre 1988 a St. Louis nello Stato americano del Missouri, il più giovane di tre fratelli. Anche dopo l'inizio della sua carriera ha continuato a risiedere nella sua città natale. Si è laureato magna cum laude in antropologia presso l'Università del Missouri, a St. Louis.
Dopo la laurea, ha iniziato a lavorare come cantante rap con lo pseudonimo di "Prince Ea", che trae ispirazione dalla mitologia babilonese e significa "Principe della Terra".

## Citazioni
"È stato così tanto che ho smesso di fare musica e ho deciso che volevo semplicemente essere felice. Questo è quando ho iniziato a leggere testi antichi e moderni sulla spiritualità. Sono rimasto affascinato da tutto, dalla Baghavad Gita al Tao te Ching. Attraverso la letteratura e l'introspezione mi sono reso conto che il "fare" non mi renderà mai felice, è solo nell' '"essere" che sorgono felicità e pace."
"Era del numero limitato di respiri che ognuno di noi deve fare su questo pianeta. Questa consapevolezza della brevità della vita mi ha portato a creare il contenuto che produco ora. Sono grato per ogni momento, ogni miracolo irripetibile, e mentre sono qui voglio raggiungere ogni singolo cuore del pianeta per mostrare loro che nel nostro cuore siamo Amore, siamo liberi e siamo uno."
"Nato e cresciuto nella parte nord di St. Louis nel Missouri, mi sono laureato in Magna Cum Laude con una borsa di studio all'Università del Missouri St. Louis, con una laurea in antropologia. Oltre un decennio fa, stavo facendo musica con grandi ambizioni di ottenere rispetto, essere stato nominato il miglior rapper di tutti i tempi e esibirmi di fronte a migliaia di fan. Questa ricerca egoica ha causato molta sofferenza. Ho iniziato a confrontarmi con altri musicisti che erano "più avanti" di me e questo ha causato molto dolore interno."

## Discografia
Album ufficiali
- 2008: The Adolescence
- 2010: The Mic in the Shoebox
- 2011: The Compilation
- 2014: The Rejects

Singoli ufficiali
- 2010: The Brain
- 2010: The Game (featuring Sha Stimuli)
- 2011: Different Men
- 2012: Smokin' Weed with the President
- 2012: Letter 2 the President
- 2012: Jesus Shuttlesworth
- 2013: All Day

## Riconoscimenti
- 2008
  - Vibe: vincitore del Vibe Verses Contest
- 2009
  - Funk Volume: vincitore del "Don't F**k Up Our Beats" Contest.
- 2011
  - Magnum Trojan, vincitore del Live Large Contest.
  - Riverfront Times: vincitore del contest Best Hip Hop artist.
  - Juicy J, vincitore dell'Underground search contest.
  - Jae Millz: vincitore del contest.